# Gustave Dominique Dungelhoeff
Gustave Dominique Dungelhoeff  (Brussel, 9 oktober 1867 - Wezemaal, 12 september 1914) was een Belgisch officier in de Eerste Wereldoorlog.
Gustave Dominique Dungelhoeff was de zoon van een tot Belg genaturaliseerde vader uit het hertogdom Limburg (de streek tussen Verviers en de Nederlandse grens). Hij begon zijn dienst aan de Militaire School te Brussel op 16 november 1886. Hij werd tot Onderluitenant-leerling benoemd op 1 december 1889 en aangeduid voor de artillerie.
Op 24 mei 1892 werd hij aangeduid voor het 7de Artillerieregiment. Hij werd tot Luitenant benoemd op 25 september 1896. Hij werd aangeduid voor het 1ste Artillerieregiment op 28 maart 1900 en afgedeeld bij het Arsenaal op 27 december 1904. Op 26 maart 1907 werd kapitein Dungelhoeff aangeduid voor de vestingartillerie van de versterkte vesting Antwerpen. In die functie kwam hij ook in contact met het 2de Artilleriebataljon (2A), dat gekazerneerd was in Mechelen en twee batterijen in Antwerpen had. Op 1 oktober 1910 werd hij aangeduid voor het 4de Artillerieregiment. 
Als gevolg van de grote reorganisatie van 1913 werd Kapitein-commandant Dungelhoeff commandant van de 23ste batterij van de Artillerie van de 6de Gemengde Brigade. Deze batterij was de vroegere 14de bereden batterij van het 2de  Artilleriebataljon.
In deze functie neemt hij deel aan de gevechten rond Aarschot en Antwerpen. Tijdens de tweede uitval vanuit de vesting Antwerpen Antwerpen sneuvelt Kapitein-commandant Dungelhoeff bij een hevige artilleriebeschieting te Wezemaal op 12 september 1914. Hij werd door verschillende granaatscherven in de borst getroffen op het ogenblik dat zijn batterij stelling neemt langs de weg naar Leuven.
Kapitein-commandant Dungelhoeff krijgt postuum het Oorlogskruis (KB van 15 september 1916) “als held gevallen op 12 september 1914 te Wezemaal voor de verdediging van het Vaderland en de eer van het Belgische volk. Uit dankbaarheid vanwege het erkentelijk Vaderland vereerd met het Oorlogskruis”
Wanneer het 2de Artilleriebataljon (2A) in 1927 zijn intrek neemt in de artilleriekazerne aan de Vaartlaan (later Baron Opsomerlaan genoemd) te Lier, krijgt het gebouw de naam Dungelhoeffkazerne als herinnering aan de eerste officier van 2A die sneuvelde op het veld van eer”.